# Merzig
Pour les articles homonymes, voir Mercy.
Pour l’article ayant un titre homophone, voir Mertzig.
Merzig, en français Mercy, est une ville du Land de Sarre, en Allemagne, et le chef-lieu du district de Merzig-Wadern.

## Géographie

## Toponymie
Martiaticum (369) ; Martia (870) ; Mertzige (1338) ; Mertzych (1478) ; Mertzig (1497) ; Mertzigh, Mertzych (1499) ; Mertzick, Merzick (XVIIIe siècle).
En sarrois : Meerzisch et Miërzësch. En luxembourgeois : Mäerzeg. En français : Mercy.

## Histoire
| Appartenances historiques Électorat de Trèves 898-1333 Duché de Lorraine/ Électorat de Trèves 1333-1776 Royaume de France/ Électorat de Trèves 1766-1778 Électorat de Trèves 1778-1797 République cisrhénane (Sarre) 1797-1802 République française (Sarre) 1802-1804 Empire français (Moselle) 1804-1813 Royaume de Prusse (Grand-duché du Bas-Rhin) 1815-1822 Royaume de Prusse (Province de Rhénanie) 1822-1918 République de Weimar 1918-1920 Territoire du bassin de la Sarre 1920-1935 Reich allemand 1935-1945 Allemagne occupée 1945-1947 Protectorat de Sarre 1947-1956 Allemagne 1956-présent |

Ancien chef-lieu du bailliage de Merzig et Saargau, Merzig fut cédé à l'électorat de Trèves par la convention du premier juillet 1778.
13 décembre 1792 : Combat de Merzig pendant les guerres de la première coalition.

### Combat de Merzig
« Au quartier général, à Zerf, le 15 décembre 1792, l'an Ier de la République. 
Le général Beurnonville au Ministre de la Guerre.
Par une lettre d'hier, Citoyen Ministre, vous avez dû voir que j'avais à débusquer l'ennemi des hauteurs de Wawern avant de pouvoir marcher sur Consarbruck. Ce premier objet est rempli d'aujourd'hui avec succès, et il ne me reste plus qu'à vous faire l'éloge des généraux et des braves troupes qui ont si bien rempli cette mission.
 Le général Delaage, si connu à la première prise de Courtrai, qui commandait les grenadiers à l'affaire du 20 septembre et qui commande aujourd'hui le corps d'entre Sarre et Moselle, l'avait disposé sur trois colonnes. 
La première composée d'une brigade de grenadiers et à ses ordres, devait se diriger par Biebelhausen sur Wawern, et, comme elle devait monter à l'assaut à la baïonnette, elle avait pris le chemin où l'artillerie ne peut passer.
La seconde, commandée par les généraux Pully et Landremont, était composée d'infanterie et de cavalerie et devait se former en bataille sur la hauteur à gauche d'OEill, ayant Wawern en front; elle avait toute l'artillerie avec elle. 
La troisième, aux ordres du général Humbert, devait surveiller les renforts qui pouvaient venir de Grevenmacher, appuyer les deux premières colonnes au besoin ou couper la retraite aux ennemis sur Grevenmacher.
Les hauteurs de Wawern sont très élevées, elles masquent la gorge du confluent ; l'ennemi y était en force retranchée et avec de l'artillerie, et vous jugerez de la difficulté de cette attaque. Citoyen Ministre, quand vous observerez que cette montagne était couverte de trois pieds de neige et qu'il a fallu une heure à nos braves grenadiers pour arriver sur la hauteur. Mais vous jugerez de leur intrépidité quand je vous apprendrai qu'ils y sont montés au pas de charge, aux cris de : « Vive la Nation! Vive la République! » L'ennemi a longtemps canonné et tiré, mais, effrayé de cet élan extraordinaire, il a tellement pris la fuite que nos grenadiers ont eu le temps de s'emparer d'une pièce de canon de 7 avec son caisson.
C'est le brave lieutenant-colonel Laubadère et le bataillon qu'il commandait qui s'en est saisi le premier. On doit des éloges à tous deux. Le général général Delaage fait surtout celui de la bravoure et de la précision des mouvements du citoyen des Perrières, colonel du 49e régiment, qui tournait la montagne dans un sens opposé ; il se loue singulièrement de la valeur de cette intrépide brigade. 
La seconde colonne, commandée par les  généraux Pully et Landremont a trouvé la cavalerie ennemie occupant la hauteur dont elle devait s'emparer, elle l'en a débusquée et tellement mise en déroute que nos compagnies franches et nos dragons l'ont suivie jusque dans les autres batteries ennemies; on a tiré dessus, mais les généraux ont fait mettre sur le champ l'artillerie sur les hauteurs qui les dominent; on les a démontées et dans un instant ces retranchements ont été balayés. Nos troupes avaient déjà dépassé les abattis et doublé la montagne lorsque la nuit est venue ; les généraux ont senti qu'on ne pouvait guère, de nuit, doubler avec avantage des précipices remplis de neige, ils ont décidé de passer la nuit au bivouac pour attaquer aujourd'hui de grand matin la montagne qui est entre Wawern et Hamm où l'ennemi s'est replié, et de suite Consarbruck, s'ils sont heureux et s'il y a moyen.
 Je ne puis que me plaindre des troupes qui composaient la troisième colonne qui n'ont pas été exactes au rendez-vous. Loin de mordre sur l'ennemi sur lequel ils pouvaient faire 400 prisonniers au dire même de huit déserteurs qui comme tout le corps dont ils faisaient partie, ne désiraient que de se rendre, partie s'est mise en déroute à rapproche de l'ennemi et s'est sauvée jusqu'à Sarrelouis, et on m'assure qu'elle murmure. La plus grande portion est du bataillon du Lot. J'ai ordonné au commandant de Sarrelouis de cantonner ce composé de crédules et de lâches à sa proximité jusqu'à ce que j'aie pris d'exacts renseignements pour sévir contre les auteurs et en faire des exemples.
Il paraît, d'après le nombre des tués et blessés que l'ennemi n'a pas eu le temps d'emporter et d'après le rapport de six déserteurs qui étaient de l'affaire, que l'ennemi a singulièrement perdu et surtout par le feu de notre artillerie. Notre perte se réduit à un grenadier de tué et deux blessés. Le brave capitaine des grenadiers du 49e régiment a été blessé au bras. 
L'armée n'a fait qu'un léger mouvement pour favoriser ce premier succès ; elle observe l'armée ennemie baraquée sur les hauteurs de Pellingen. Je ferai vers les midi ou demain matin une attaque sur Wiltingen et une autre sur Pellingen, pendant que le corps d'entre Sarre et Moselle débouchera au confluent.
Je désire, Citoyen Ministre, avoir de meilleures nouvelles à vous apprendre par mon premier courrier, mais j'en doute; l'armée ennemie s'augmente, et la mienne s'affaiblit par la désertion. A l'instant même, le bataillon des Sections de Paris [le 4e] me demande à partir, et il parait peu sensible à mes reproches. 
Vous verrez d'ailleurs par la copie du mémoire du régisseur général des subsistances de l'état de détresse où je me trouve.
Le générai en chef de l'armée de la Moselle, Beurnonville ».
Ses renseignements recueillis, Beurnonville adressa le nouveau rapport ci-après:
« Au quartier général, à Sarrelouis, le 26 décembre 1792, l'an Ier de la République. 
Le général Beurnonville au Ministre de la Guerre.
Par ma lettre du 15 décembre, Citoyen Ministre, je vous ai annoncé un compte, après avoir pris les renseignements les plus exacts sur la conduite des troupes qui composaient la troisième colonne dans l'expédition du 14 décembre, entre Sarre et Moselle. Maintenant que je suis parfaitement informé, je vous demande la punition des coupables. 
Il était question de déposter des montagnes de Biebelhausen et de Wawern un corps d'environ 4 000 Autrichiens qui y étaient retranchés. Les généraux Delaage et Pully devaient commander les deux premières colonnes de 3 000 hommes chaque et attaquer l'ennemi dans ses retranchements, et le général Humbert devait commander la troisième, de 2 000 hommes, pour observer et couper les secours que l'ennemi pouvait attendre de Grevenmacher.
Vous savez, Citoyen Ministre, les prodiges de valeur des deux premières colonnes. Je vous ai dit de quelle manière elles avaient mis l'ennemi en déroule et comment elles lui ont pris une pièce de 7 avec son caisson. Il me reste à vous dire ce qu'a fait la troisième, qui n'était proprement dite qu'une colonne d'observation.
Elle était composée des bataillons de Popincourt, de la Seine-Inférieure et du Lot, et le surplus du détachement de cavalerie légère. L'ordre des rassemblements et du rendez-vous dans la position la plus défensive était pour neuf heures précises du matin. Je dois dire à l'avantage des troupes qu'elles ont été exactes au rendez-vous, et j'observe, à la charge du général Humbert, qu'il n'y est arrivé qu'à midi passé, c'est-à-dire après la déroute. 
Le bataillon de Popincourt a pris dès son arrivée, son ordre de bataille et l'a conservé jusqu'au moment où ceux du Lot et de la Seine-Inférieure l'ont abandonné. Resté seul, il a cru devoir se replier, et le seul tort qu'on pu reprocher au commandant c'est de ne pas s'être replié, comme l'ont fait les détachements de cavalerie légère, sur les deux premières colonnes victorieuses ou enfin sur la ville de Sarrebourg, où il y avait forte garnison, et dont ce bataillon n'était éloigné que d'une lieue et demie.
Je dois dire, au désavantage, non pas des volontaires du Lot et de la Seine-Inférieure, mais a celui des commandants de ces bataillons, qu'à leur arrivée au rendez-vous ils n'ont observé aucun ordre de bataille, qu'ils ont dansé à cris assez bruyants au lieu d'observer le silence qu'exigeait leur mission, jusqu'au moment où un corps de 4 à 500 chevaux et environ 200 fantassins plutôt disposés à se rendre qu'à se battre et à se sauver eux-mêmes, les ont mis définitivement en déroute. 
Le bataillon de Popincourt a fait feu tant qu'il a pu. Mais après avoir éprouvé quelque perte et s'être abandonné, il s'est replié avec un peu moins de désordre que les autres.
Tel est, Citoyen Ministre, le compte exact qui m'a été rendu par un général aussi vrai que brave, par le général Delaage, dont l'intrépidité a été si utile au succès de nos armes et qui se trouvait commander le corps d'entre Sarre et Moselle, et victorieux quand la colonne, qui gardait ses derrières et sur laquelle il comptait, l'a entièrement abandonné.
Je n'ai pas vu depuis cette époque le général Humbert, qui a constamment voyagé depuis de village en village, et que l'on m'assure être en intelligence avec les coupables de Sierck. Il s'est borné a m'envoyer sa démission en me disant qu'il allait se rendre près de la Convention. Je viens de lui ordonner les arrêts provisoirement à Thionville, où j'apprends qu'il se rend.
On m'assure que, de concert avec lui ou à son instigation, il est parti pour Paris une députation de ces fuyards pour dire qu'on les a trahis, cri qu'ils ont fait entendre partout où ils ont passé; si cela était, Citoyen Ministre, alors j'aurais lieu d'accuser d'une lâche méchanceté le citoyen Humbert, de l'existence militaire duquel il est bon que je vous dise deux mots.
Le général Humbert est maréchal de camp depuis 1784 et sans activité; à l'époque où la guerre a commencé, il prit le commandement d'un bataillon de volontaires; mais le général Kellermann croyant le rendre plus utile à la chose publique, l'avait placé avec un petit corps de 700 à 800 hommes destinés à purger les brigands qui pourraient tenter quelqu'entreprises sur les propriétés de la République entre Sarre et Moselle. J'ai remplacé le général Kellermann et j'ai cru pouvoir continuer le général Humbert dans ce service. Partant pour l'expédition de Trèves, j'ai cru devoir doubler ce corps, afin qu'il put présenter sans cesse différentes télés de colonnes et faire la diversion à laquelle je devais m'attendre, ou porter l'armée entre Sarre et Moselle, si la diversion n'avait pas lieu, et si je pouvais réussir sur l'un des deux points d'attaque que j'avais projetés.
Au moment où j'arrivais à la Montagne Verte, c'est-à-dire à une lieue de Trèves, j'appris que les trois villes de Merzig, Freudenbourg et Sarrebourg et principalement le château de Sarrebourg, avaient été évacués. J'ordonnai au général Humbert de s'emparer sur-le-champ de Sarrebourg et l'avisai que je lui enverrais de nouvelles forces. Le général Humbert, au lieu de marcher, resta dans la même position en m'assurant qu'il y avait 2 400 hommes à Sarrebourg. Je lui ordonnai de marcher, qu'il serait toujours maître de sa retraite par les attaques vives et multipliées que j'allais faire. Il me répondit qu'il venait de faire une chute de cheval et me pria de le faire remplacer jusqu'à son rétablissement. Je fis partir sur-le-cbamp le  général Pully avec ordre de prendre trois bataillons qui s'acheminaient pour l'armée et d'aller prendre le commandement du corps d'entre Sarre et Moselle. Je ne sais si c'est l'arrivée du général Pully qui a déterminé le général Humbert à marcher, mais il s'est porté à Sarrebourg le lendemain, qu'il a trouvé évacué. Le général Pully, extrêmement honnête, m'a demandé de servir sous les ordres du général Humbert; dans le même temps, les ennemis sont venus pour reprendre Sarrebourg, et je vous ai dit de quelle manière ce brave général les avait repoussés.
N'ayant pas réussi dans les diverses attaques que j'ai faites sur Pellingen et la Montagne Verte, quoique j'y aie constamment fait du tort aux ennemis, ou plutôt ayant prévu ne pas pouvoir doubler un de ces points sans un sacrifice d'hommes énorme et assuré, et que la sécurité de cette frontière, où je suis seul, ne me permettait pas de faire, j'ai dû porter une grande partie de l'armée entre Sarre et Moselle pour me rendre maître de ce territoire, et j'y ai envoyé alors les officiers généraux Delaage et Landremont, avec ordre au premier de commander le tout.
Dès le premier jour, les trois généraux ne furent pas extrêmement satisfaits des prétentions du général Humbert; observez, Citoyen Ministre, que cet officier général n'ayant point obtenu du Pouvoir exécutif des lettres d'activité, je n'ai jamais voulu le considérer que comme lieutenant-colonel, rang qu'il avait pris en entrant en campagne et qu'un commandement de cette nature devait d'autant plus le flatter que je lui avais promis, au premier succès, de solliciter près de vous des lettres d'activité comme maréchal de camp.
La conduite qu'a tenue cet officier en manquant de trois heures au rendez-vous de sa colonne, ses menées avec les fuyards, sa démission, ses propres plaintes à la Convention ne caractérisent sûrement pas un soldat républicain, 
à qui tout poste est bon quand il s'agit du salut de la République.
Je suis loin, moi, d'accuser ni lui ni autre de trahison, mais je l'accuse de prétentions fausses et ridicules, et qui, sans qu'il s'en doute, auraient pu être très funestes à nos deux colonnes victorieuses, si les troupes venant de Grevenmacher eussent été considérables et si elles les eussent coupées. 
Il n'en est heureusement résulté qu'une petite déroute qui ne fait de tort qu'à ceux qui ont fui. Je suis même loin de demander la moindre punition contre eux; la triple victoire consommée les 14, 15 et 18 par le corps qu'ils ont abandonné doit suffire pour les faire revenir de leur erreur. Seulement s'il existe quelque mandataire à Paris de ces trois bataillons, qu'ils n'y reparaissent plus et faites-les punir comme agitateurs.
Je demande, quant au général Humbert, dont les prétentions ou la nonchalance ne peuvent convenir à notre ordre de service, que vous ayez à lui écrire de se retirer chez lui et qu'il ne soit plus occupé d'aucune autre manière. 
S'il se permet quelques propos incendiaires, car il jouit de la réputation d'un vieillard méchant, alors je demanderais à la Convention qu'il soit renvoyé à 20 lieues des années, et provisoirement je le ferais arrêter; en attendant vos ordres, je lui ai ordonné les arrêts à Thionville.
A l'égard des commandants en chef des bataillons du Lot et de la Seine-Inférieure, je demande formellement leur destitution absolue, car s'ils avaient tenu leurs bataillons dans l'ordre de bataille qu'a conservé celui de Popincourt, il n'est pas douteux que 2 000 hommes qui gardaient un défilé à en empêcher 10 000 d'y passer, n'auraient pas été dans le cas d'être mis en déroute par une poignée d'éclaireurs. J'estime que ces deux commandants sont coupables, après le général Humbert, de ce désordre et de la perte qu'a faite le bataillon de Popincourt. 
Je demande vos ordres à ce sujet.
Le général d'armée de la Moselle, Beurnonville ».

## Administration
- 1954–1974 : Gerd Caspar, FDP.
- 1974–1994 : Walter Anton, CDU.
- 1994–2013 : Dr Alfons Lauer, SPD.
- 2014 : Marcus Hoffeld, CDU.

## Personnalités liées à la commune
- Franz Josef Röder, (* 22.7.1909 - † 26.6.1979), homme politique CDU, député du Bundestag, député du Landtag (Sarre), premier ministre de Sarre (1959-79).
- Ottmar Schreiner, (* 21.2.1946 - † 6 avril 2013 à Sarrelouis), homme politique SPD, député du Bundestag.
- Jürgen Schreier, (* 1.4.1948), homme politique CDU, député du Landtag (Sarre), ministre de culture de Sarre (1999-2007).
- Kevin Trapp, né en 1990, gardien de football, joue au Paris Saint-Germain Football Club pendant la saison 2015-2016.

## Patrimoine
- Église Saint-Pierre

## Jumelages
La ville de est Merzig jumelée avec :
- Saint-Médard-en-Jalles (France) depuis 1986
- Luckau (Allemagne) depuis 1990
- Mertzig (Luxembourg)
- Thionville (France)